# Сиродзи
Сиродзи (яп. 白地山 Сиродзи-яма) — гора в Японии на севере острова Хонсю.
Расположена в селе Косака уезда Кадзуно префектуры Акита. Сиродзи является одной из гор, окружающих кратерное озеро Товада и располагается на его западном берегу, возвышаясь над уровнем моря на 1043 метра.
На склонах Сиродзи произрастают нартециум азиатский, пушица влагалищная, подбел и другие альпийские растения, всего около 20 видов. Гора находится в болотистой местности, в этом районе нередки густые туманы.